# Рамус Крижир, Мурилу Себастьян
Мурилу Себастьян Рамус Крижир (порт. Murilo Sebastião Ramos Krieger; род. 19 сентября 1943, Бруски, Бразилия) — бразильский прелат, SCI.. Титулярный епископ Лисинии и вспомогательный епископ Флорианополиса с 16 февраля 1985 по 8 мая 1991. Епископ Понта-Гросы с 8 мая 1991 по 7 мая 1997. Архиепископ Маринги с 7 мая 1997 по 20 февраля 2002. Архиепископ Флорианополиса с 20 февраля 2002 по 12 января 2011. Архиепископ Сан-Салвадора-да-Байя с 12 января 2011 по 20 марта 2020.